# Mathias Duplessy
Mathias Duplessy (28 de octubre de 1972) es un compositor y multinstrumentista Francés.

## Carrera
Duplessy apareció en escena como guitarrista cuando tenía 18 años tocando con artistas como Sophia Charai, Bevinda, Monica Passos, Nico Morelli, Dikès, Omar Pene, Ameth Male, Sarah Alexander, y Pop Nadeah.
También ha tocado  por más de 10 años el morin juur (violín de Mongolia) mientras entona en mongol. 
Duplessy ha lanzado tres discos bajo su nombre y ha participado en más de 30 bandas sonoras. En 2016, lanzó el disco Crazy Horse, con su conjunto Mathias Duplessy y los violines del mundo. 
- Datos: Q3298559
- Multimedia: Mathias Duplessy / Q3298559